# Ryosuke Kojima
Ryosuke Kojima (小島 亨介 Kojima Ryosuke?), född 30 januari 1997 i Aichi prefektur, är en japansk fotbollsspelare.
I juni 2019 blev han uttagen i Japans trupp till Copa América 2019.